# Nazionale maschile di rugby a 15 delle Isole Cook
La nazionale cookese di rugby a 15 è la selezione maschile di rugby a 15 (o Rugby union) che rappresenta le Isole Cook a livello internazionale.
Attiva dal 1971, opera sotto la giurisdizione della Cook Islands Rugby Union dal 1989.
La nazionale cookese disputa l'Oceania Rugby Cup, competizione continentale della quale si è aggiudicata tre edizioni (2005, 2013 e 2017).
Le Isole Cook non hanno mai disputato alcuna edizione della Coppa del Mondo di rugby.

## Storia
Nel 1924 venne costituita una formazione temporanea di ragazzi provenienti da Rarotonga, tra i quali figurava anche Albert Henry, futuro primo premier cookese, per disputare un match contro gli All Blacks in tournée nel Regno Unito e Francia 1924-25; la partita giocata sui campi di Takamoa terminò 0-0.
Quasi cinquant'anni più tardi, il 1º settembre 1971 la nazionale cookese disputò il suo primo incontro ufficiale contro le Samoa Occidentali, abdicando per 24 a 18. Il giorno seguente, le Isole Cook superarono la selezione di Wallis e Fotuna, per poi perdere nuovamente contro le Samoa Occ. il terzo giorno.
Il 6 luglio 1980, la nazionale cookese affrontò l'Italia in tour nel Pacifico nei mesi di giugno e luglio: allo Stadio Nazionale di Avarua, gli isolani si imposero nel test match disputato con il punteggio di 15-6; fu anche la prima ed unica vittoria contro una selezione nazionale extraoceanica e Tier 1, altresì appartenente al gruppo di squadre nazionali più importanti secondo l'organismo World Rugby.

Dal 1989 la squadra nazionale opera sotto la giurisdizione della federazione Cook Islands Rugby Union, l'organismo di governo del rugby a 15 nelle Isole Cook.
Dal 1999 le Isole Cook partecipano regolarmente alle fasi preliminari delle qualificazioni alla Coppa del Mondo di rugby; ad oggi, il miglior risultato ottenuto è lo spareggio di qualificazione del 2015 perso con Figi per 6-108.
Dal 2005 la nazionale cookese disputa regolarmente l'Oceania Rugby Cup, competizione oceanica della quale ha vinto le edizioni 2005, 2013 e 2017.

## Palmarès
- Campionati oceaniani: 3
2005, 2013, 2017